# Cephalops adamanteus
Cephalops adamanteus är en tvåvingeart som beskrevs av De Meyer och Kozanek 1990. Cephalops adamanteus ingår i släktet Cephalops och familjen ögonflugor.
Artens utbredningsområde är Nordkorea. Inga underarter finns listade i Catalogue of Life.